# Ночница сибирская
Ночница сибирская (лат. Myotis sibiricus) — вид летучих мышей из семейства Vespertilionidae.

## Описание
Размеры мелкие. Крыловая перепонка прикрепляется к задней конечности у основания внешнего пальца. Эпиблемы нет. Ухо, вытянутое вперёд вдоль головы, на 1—3 мм выдаётся за кончик носа. Заострённый козелок более половины высоты ушной раковины. Окраска верхней стороны тела от рыжевато- до тёмно-бурой, нижней — серовато-белесая.

## Распространение
Вид распространён в Сибири и на Дальнем Востоке, от долины Оби, Алтая и Саян до Камчатки, Сахалина, Японии и Кореи. В Амурской области известен по единичным находкам в Зейском (Зейский заповедник) и Архаринском (Хинганский заповедник) районах.

## Численность
Учётные работы не проводились. По экспертным оценкам, в Амурской области малочисленный вид. Лимитирующие факторы не установлены.